# Cỏ ngọt

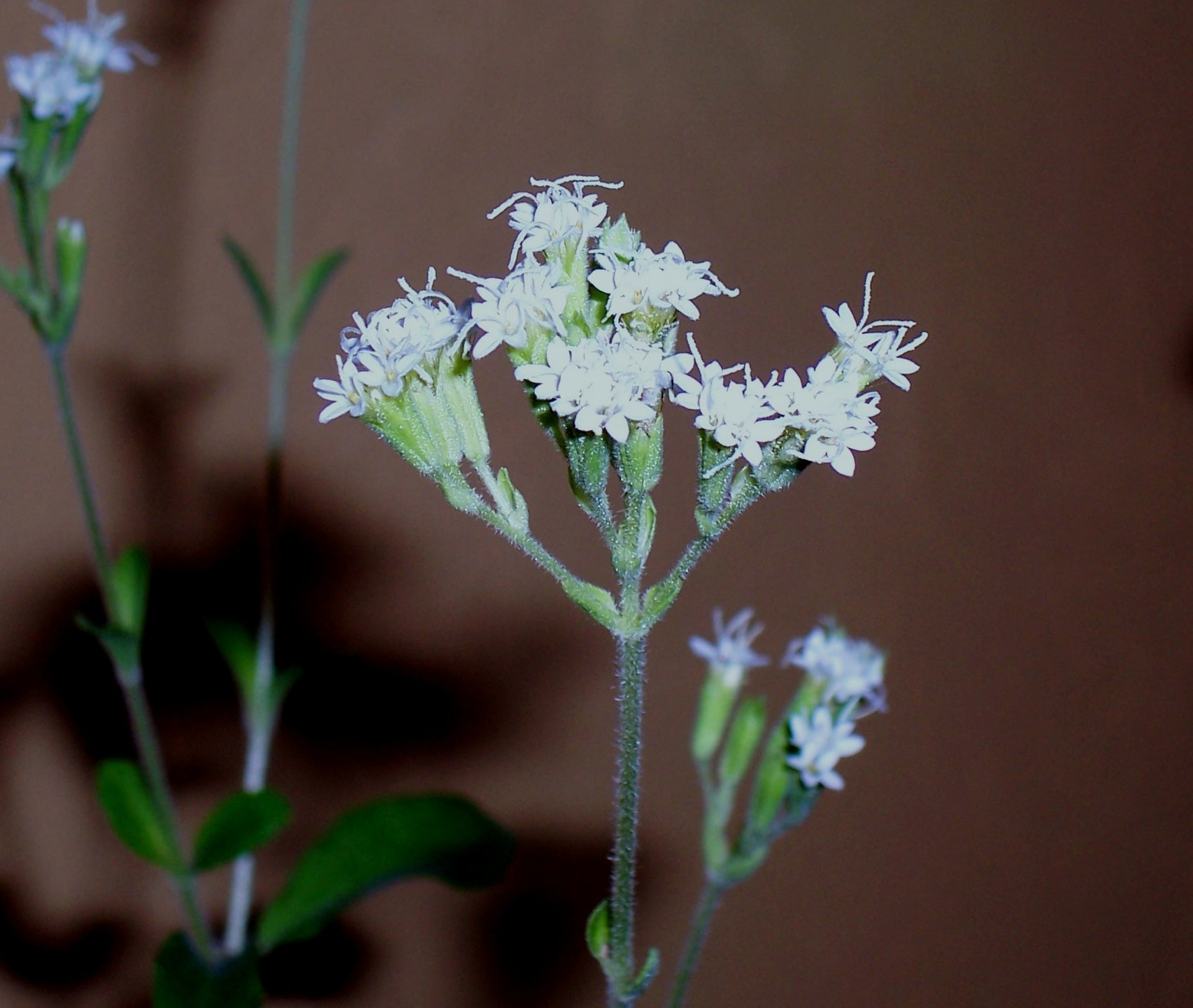
Hoa cỏ ngọt

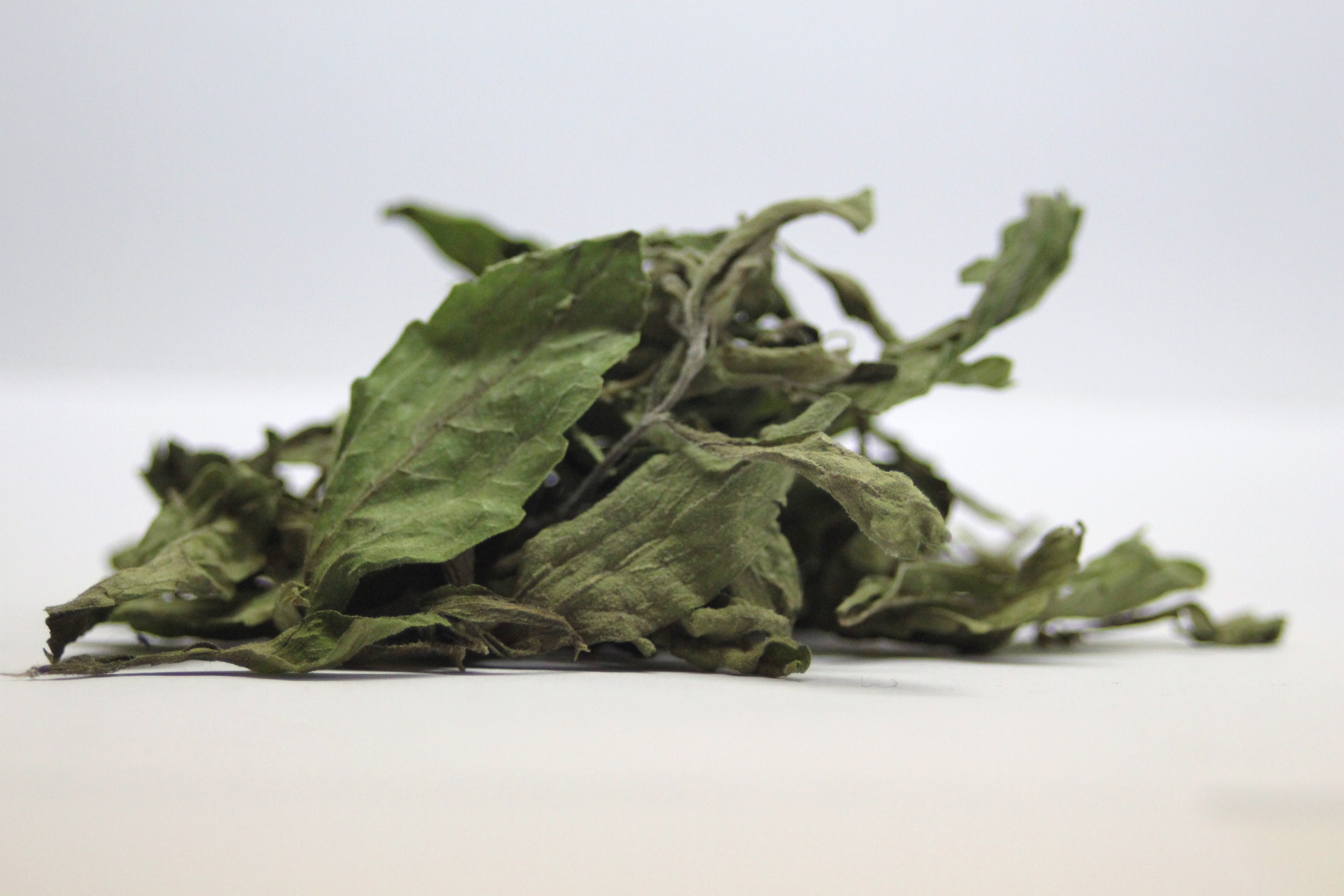
Cỏ ngọt khô

Cỏ ngọt, cỏ stevia hay cúc ngọt (danh pháp hai phần: Stevia rebaudiana) là một loài thực vật có hoa thuộc họ Asteraceae.
Cỏ ngọt có nguồn gốc từ châu Mỹ, hiện được trồng ở nhiều nơi trên thế giới để làm chất tạo ngọt và làm thuốc.
Hoạt chất chính trong cỏ ngọt là một glycoside tên là steviol, có độ ngọt gấp 300 lần so với đường mía. Vì vậy cỏ ngọt được sử dụng trong các thực đơn ít năng lượng để điều trị các bệnh như đái tháo đường, cao huyết áp...

## Lịch sử

Cấu trúc phân tử steviol

Người Ấn Độ đã sử dụng trong nhiều thế kỷ loài Stevia rebaudiana để làm chất tạo ngọt và thuốc.
Năm 1931, nhà hóa học người Pháp đã phân lập một glycoside có hương vị ngọt ngào từ lá của cây này. Chúng được gọi là Stevioside và cô lập như chất aglycone tạo ngọt. Vị ngọt của Stevioside được ước tính vào khoảng 300 lần mạnh hơn mía. Kể từ khi các phân tử khác dựa trên chất ngọt ít hơn được phân lập cùng aglycone, chúng có độ ngọt khác nhau từ 30-450 như các rebaudioside (AF), rubusoside, steviolbioside và dulcoside. Stevioside và rebaudioside là các hợp chất có độ ngọt lớn.
Trong đầu thập niên 1970, người Nhật bắt đầu trồng cây và sản xuất chiết xuất để thay thế các chất làm ngọt nhân tạo như cyclamate hay saccharin. Chiết xuất chất lỏng của lá và tinh khiết được sử dụng như chất làm ngọt Stevioside và tiếp thị tại Nhật Bản từ năm 1971. Chúng chiếm 40% thị trường chất làm ngọt trong năm 2005 tại đất nước này và là nước tiêu dùng lớn nhất thế giới.
Stevia hiện nay được trồng và tiêu thụ ở nhiều nước châu Á: Trung Quốc (từ năm 1984), Hàn Quốc, Đài Loan, Thái Lan và Malaysia. Nó cũng được tìm thấy ở Nam Mỹ (Brasil, Paraguay và Uruguay) và Israel. Paraguay đã phê duyệt stevia vào năm 2004. Trung Quốc là nước có thị trường xuất khẩu cây cỏ ngọt lớn nhất.
Từ 1988, ở Việt Nam cỏ ngọt được trồng tại Hà Giang, Hà Tây, Cao Bằng, Lâm Đồng.

## Thành phần
Lá Stevia chứa (% chất khô) 6,2% protein, 5,6% chất béo, 52,8% từ carbohydrate, 15% Stevioside và khoảng 42% chất hòa tan trong nước.

## Hình ảnh

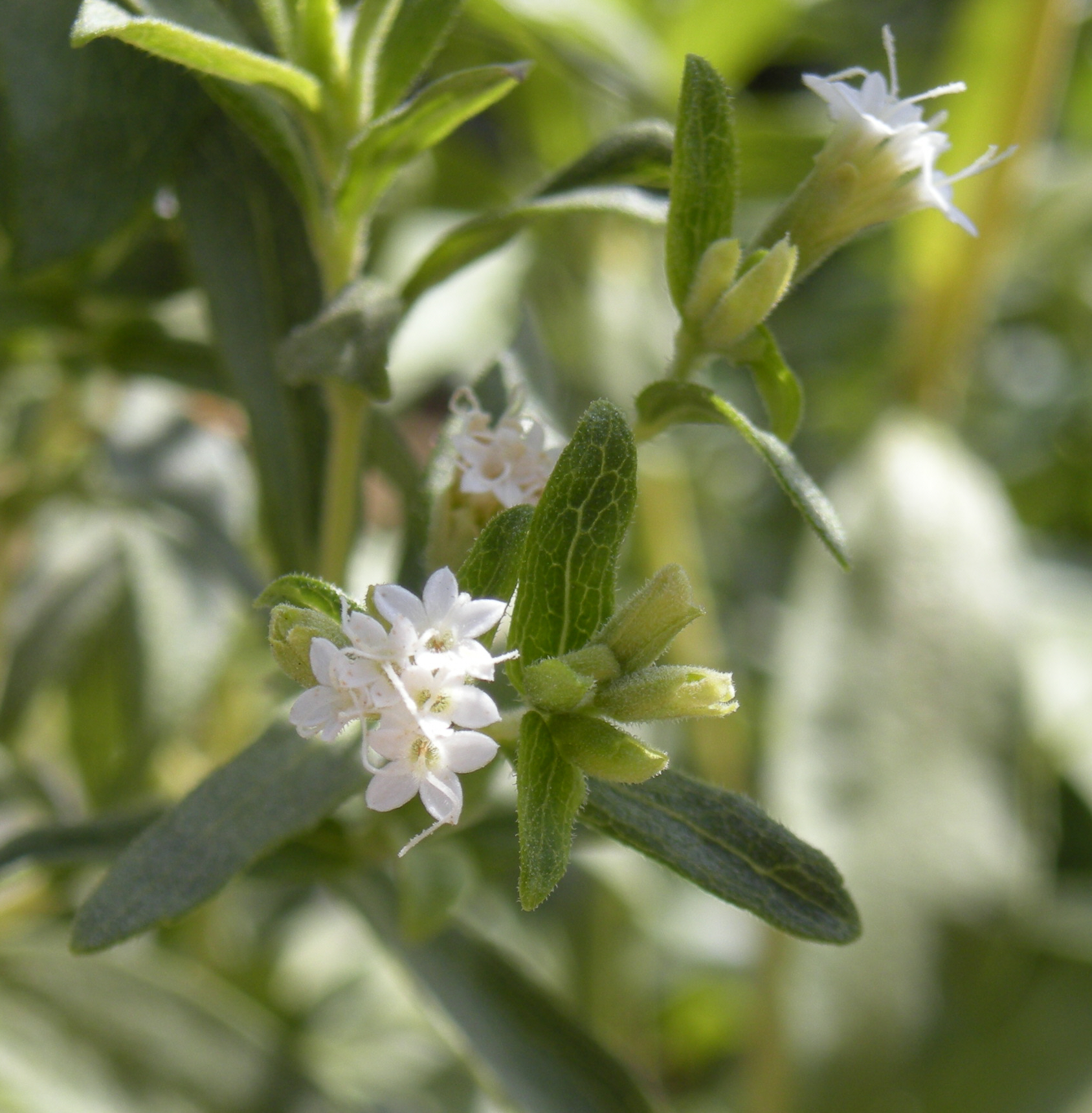
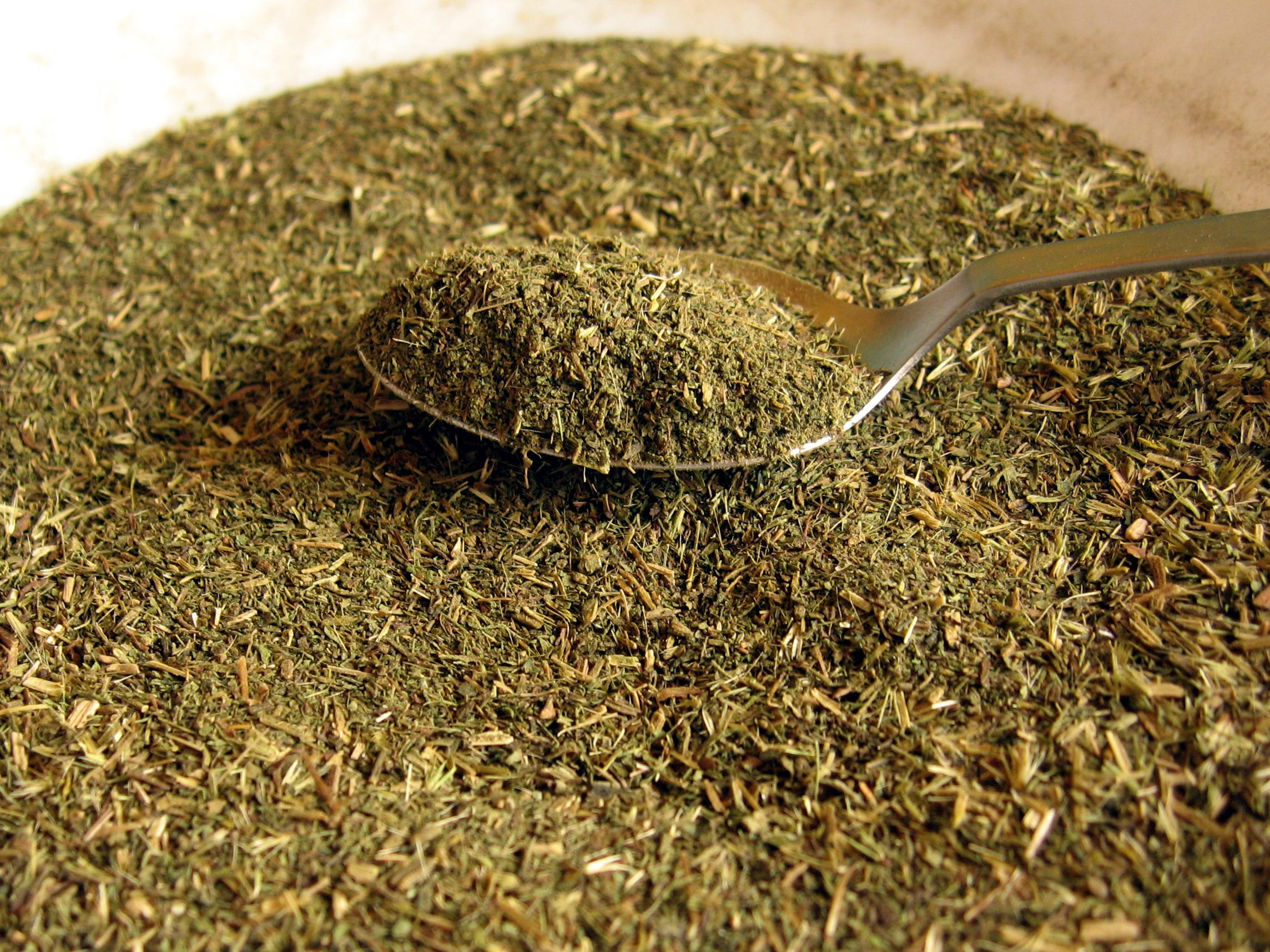
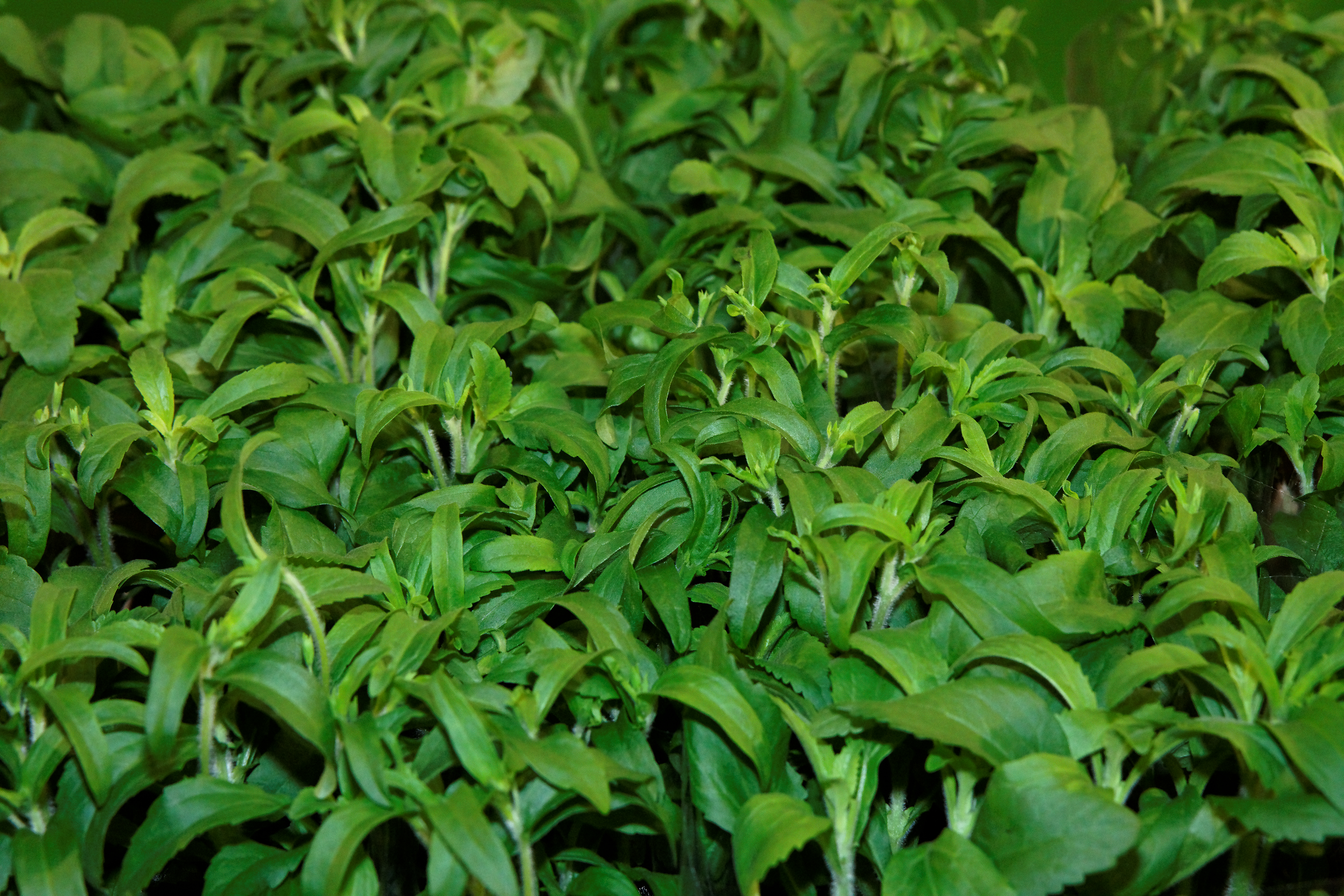
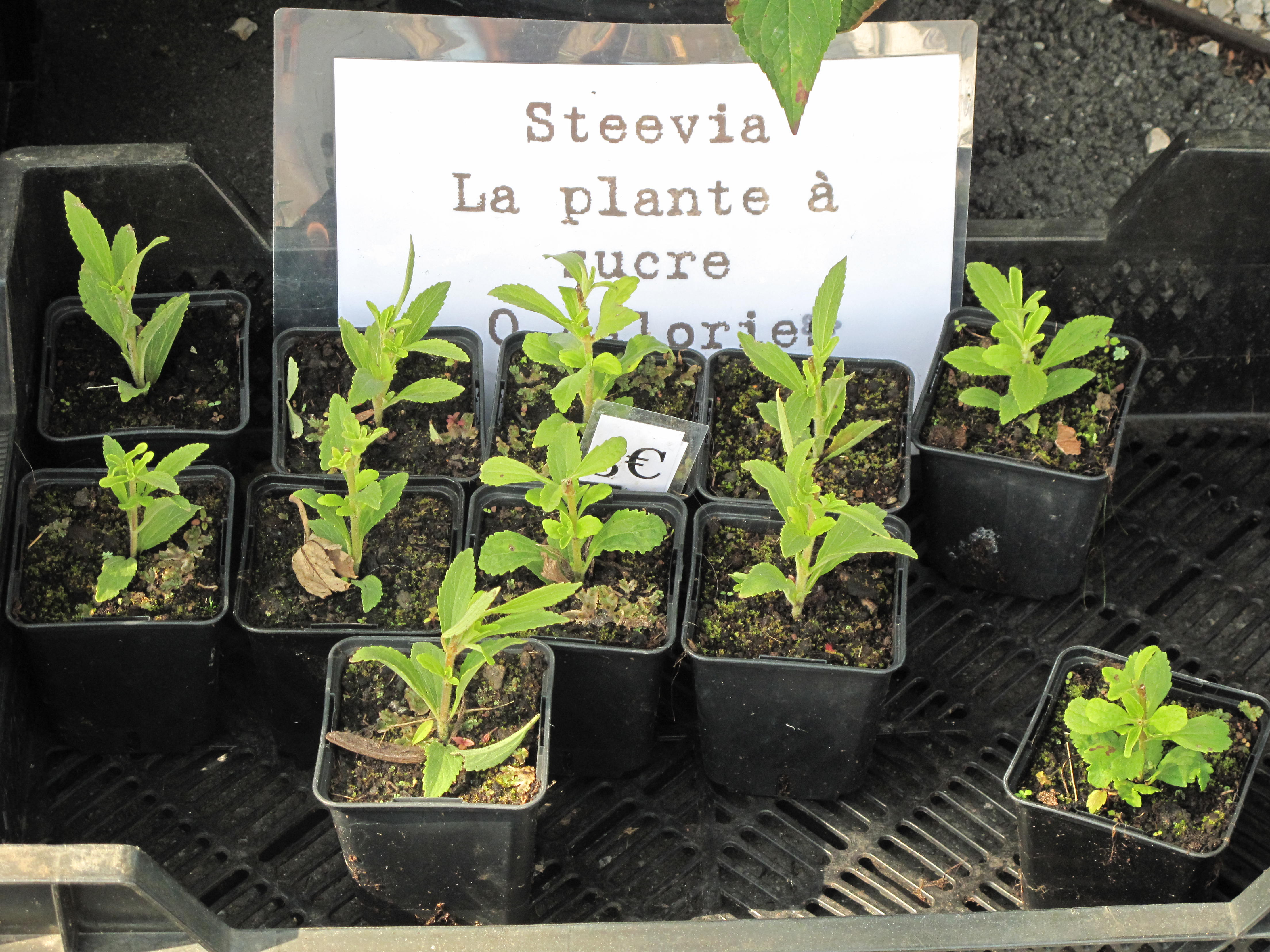